# Сушка (приток Оки)
Су́шка — река в России, протекает в городском округе Серпуховском районе Московской области. Левый приток Оки.
Река Сушка берёт начало выше местечка Данки и течёт на юго-запад по территории сельского поселения Данковское до впадения в Оку. В среднем течении протекает вдоль границы Приокско-террасного заповедника.
Недалеко от реки расположено местечко Карпова Поляна. В 1800 м от устья пересекается с федеральной трассой «Крым». Устье реки находится в 200 м выше по течению от моста федеральной трассы «Крым» через Оку. Длина — 10 км.